# نوغان (بوئین میاندشت)
نوغان روستایی  در شهرستان بوئین و میاندشت استان اصفهان ایران است.
این روستا مرکز بخش کرچمبو است. مردم آن به زبان ترکی و لری سخن می‌گویند.